# Pistoia
Pistoia je mesto in občina z okoli 90.000 prebivalci v italijanski deželi Toskana in glavno mesto istoimenske pokrajine. Nahaja se približno 30 km severozahodno od Firenc, skozenj teče Ombrone Pistoiese, pritok reke Arno. Pistoia je značilno italijansko srednjeveško mesto, ki posebej poleti privablja številne obiskovalce. Mesto je znano po vsej Evropi kot vrtnarsko središče.

## Zgodovina
Pistoria (v latinščini drugih možnih oblik Pistorium ali Pistoriae) je bilo središče galskih, ligurskih in etruščanskih naseljih, preden je postalo rimska kolonija v 6. stoletju pred našim štetjem, ob pomembni cesti Via Cassia. Leta 62 pr. n. št. so bili demagog Katilina in njegovi tovariši zarotniki pobiti v bližini. Od 5. stoletja je mesto postalo škofija, v času Lombardskega kraljestva pa kraljevo mesto in imelo več privilegijev. Najlepša leta Pistoie so se začela leta 1177 ko se je razglasilo za svobodno občino. V naslednjih letih je postalo pomemben političen center, zgradili so obzidje in več javnih in verskih objektov.
Leta 1254 so mesto zavzeli gvelfi iz Firenc. Pistoia je ostala florentinska, razen kratek čas v 14. stoletju, ko je kondotjer Castruccio Castracani zajel Lucco in jo uradno dodal Firencam leta 1530. V 14. stoletju je bil Ormanno Tedici eden od gospodarjev mesta. Dante je mesto omenil v svoji Božanski komediji, svobodno mesto Pistoia kot rojstni kraj Vanni Fuccija, ki ga srečamo v Peklu zapleten v vozel kač, medtem ko preklinjajo Boga.
Ena izmed najbolj znanih družin mesta so Rospigliosi, lastniki kmetijskih posestev in trgovci z volno; Rospigliosi so prispevali papeža leta 1667 z Giulio Rospigliosijem, ki je kratek čas vladal kot Klemen IX. (1667-1669) in dali nekaj kardinalov cerkvi.
Leta 1786 je bila v Pistoiji sklicana slavna jansenistična škofijska sinoda.
Po eni teoriji je Pistoia posodila svoje ime pištoli , ki se je začela izdelovati v Pistoji v 16. stoletju. Danes se tu širijo obsežni rastlinjaki. Posledično je Pistoia znana tudi po svojih cvetličnih trgih, kot bližnja Pescia.

## Geografija
Pistoia meji na občine Agliana, Alto Reno Terme, Cantagallo, Lizzano in Belvedere , Marliana, Montale, Quarrata, Sambuca Pistoiese, San Marcello Piteglio in Serravalle Pistoiese.[2] 

## Arhitektura
Čeprav ni obiskana v Toskani, Pistoia predstavlja dobro ohranjeno in očarljivo obzidano srednjeveško mesto.

### Piazza del Duomo
Velik trg Piazza del Duomo obvladuje stolnica in druge srednjeveške stavbe kot so Palazzo del Comune in Palazzo del Podesta. Tu se v juliju odvija tekmovanje Giostra dell'Orso, ko najboljši jezdeci tradicionalnih mestnih četrti mečejo sulice na tarčo, lutko oblikovano kot medved.
Prvotna  stolnica San Zeno (5. stoletje) je pogorela leta 1108, bila obnovljena v 12. stoletju in dobila dodatne izboljšave do 17. stoletja. Fasada je pomemben romanski slog, notranjost je dobila baročne dodatke, ki so bili odstranjeni v 1960-ih. Izstopajoča značilnost je oltar svetega Jakoba, primer oblikovanja srebra iz začta leta 1287, vendar ni bil končan do 15. stoletja. Različni deli vsebujejo 628 figur, celota tehta skoraj tono. Romanski zvonik je visok približno 67 metrov in je postavljen nad starim langobardskim stolpom.
Na trgu je tudi krstilnica iz 14. stoletja v gotskem slogu, z belim in zelenim črtastim marmorjem, značilnost toskanske gotike.
Palazzo dei Vascovi ( škofova palača) ima značilno gotsko ložo v prvem nadstropju. Znana je od leta 1091, najprej kot utrjeno plemiško prebivališče. V 12. stoletju je dobila bolj urejen videz, z okni s paličevjem in freske, od katerih so ostale le sledi. V sredini 12. stoletja je bila spremenjena (ko je bila omenjena kapela sv. Jakoba v Dantejevem Peklu v 24. verzu) in v 13. stoletju. Med poznejše obnove sodi z belim marmorjem okrašeno stopnišče, ki je med najstarejšimi primeri v Italiji v posvetni arhitekturi. V 14. stoletju je bila kapela sv. Nikolaja okrašena z zgodbami svetnika in drugih mučencev.
Stolp Catilina je iz visokega srednjega veka in je visok 30 metrov.

### Verske zgradbe
- Bazilika Madonna dell'Umiltà (1509), ki jo je končal Giorgio Vasari z 59 m veliko kupolo. Prvotni projekt je bil Giuliano da Sangallo, vendar je delo leta 1495 začel Ventura Vitoni. Kupolo je naročil Cosimo I. Medičejski pri Vasarju, lanterna je bila končana leta 1568 in cerkev posvečena leta 1582. V apsidi je slika Bernardina del Signoraccio (1493).
- Santissima Annunziata, baročna cerkev slovi po Chiostro dei Morti (križnem hodniku mrtvih).
- San Bartolomeo v Pantanu (12. stoletje).
- San Giovanni Battista (15. stoletje). Poškodovana med bombardiranjem v drugi svetovni vojni, se zdaj uporablja kot razstavni center.
- San Giovanni Battista al Tempio (11. stoletje), ki so ga nekoč imeli vitezi Templjarji in nato vitezi Hospitalci.
- San Benedetto (14. stoletje, obnovljena leta 1630). Tu je iz leta 1390 Oznanjenje Giovannija di Bartolomeo Cristianija, florentinske šole iz 16. stoletja, Sveti Benedikt z Odrešenikom in v križnem hodniku, zgodovina reda vitezov svetega Benedikta, delo Giovana Battista Vannija (1660).
- San Domenico.
- Frančiškanska cerkev San Francesco (začetek leta 1289). Ima nedokončano fasado z dekoracijo dvobarvnega marmorja. Ima freske z zgodovino sv. Frančiška v glavni kapeli in druge freske iz 14.-15. stoletja.
- San Giovanni Fuoricivita (12.-14. stoletje) romanska cerkev
- San Leone, zgrajena v 14. stoletju, vendar se je razširila v 16. in 18. stoletju. Notranjost barok-rococo, umetnikov, kot so Giovanni Lanfranco, Stefano Marucelli in Vincenzo Meucci.
- Santa Maria delle Grazie
- Santa Maria v Ripalti, omenjena že iz 11. stoletja. V njej je v apsidi velika freska Vnobovzeta, pripisujejo jo Manfredino d'Albertiju (1274).
- San Paolo.
- San Pier Maggiore.
- cerkev Sant'Andrea di Pistoia, v njej je Prižnica v Sant'Andrea di Pistoia, Giovanni Pisano.
- Pieve San Michele v Groppoli, antična kapela v bližini mesta.
- La Vergine

### Drugo
- Obzidje iz 14. stoletja. Prvotno so bila štiri vrata, Porta al Borgo, Porta San Marco, Porta Carratica in Porta Lucchese, ki so jih porušili v začetku 20. stoletja.
- Ospedale del Ceppo (13. stoletje).
- Palazzo Panciatichi
- Spomenik v čast vojakov in pilotov, ubitih v akciji med italijansko kampanjo v drugi svetovni vojni
- Medičejska trdnjava Santa Barbare, zgrajena leta 1331 s strani Firenčanov, vendar so jo leta 1343 uničili Pistoiesi. Ponovno je bila zgrajena po naročilu Cosima I. leta 1539, kasneje pa jo je razširil Bernardo Buontalenti. Leta 1643 so jo oblegali Barberinijevi vojaki, preden jih je razorožil veliki vojvoda Peter Leopold leta 1734. Kasneje je bila uporabljen kot vojašnica in vojaški zapor, danes pa služi kot prizorišče kinematografskih predstave poleti.
- Accademia dei Risvegliati
- Brazilsko vojaško pokopališče Pistoia

## Pobratena mesta
Pistoia je pobratena:
- Onești, okrožje Bacău, Romunija
- Kruševac, Srbija
- Pau, Nova Akvitanija, Francija (1975)
- Zittau, Nemčija
- Shirakawa, prefektura Gifu, Japonska